# 铠兰
铠兰（学名：Corybas sinii），又名辛氏盔兰，为兰科铠兰属下的一个植物种。